# Bullitt
Bullitt je naslov ameriškega trilerja iz leta 1968, ki ga je režiral Peter Yates. Producent je bil Philip D'Antoni, kot glavni igralci pa so v njem nastopili Steve McQueen, Robert Vaughn ter Jacqueline Bisset. Scenarij sta napisala Alan R. Trustman in Harry Kleiner, nastal pa je po književni predlogi iz leta 1963, z naslovom Nema priča avtorja Roberta L. Fisha, ki je roman izdal pod psevdonimom Robert L. Pike.
Film je leta 1969 kandidiral za dva oskarja; za najboljšo filmsko montažo ter za najboljši zvok. Osvojil je oskarja za najboljšo filmsko montažo

## Igralska zasedba
- Steve McQueen kot Lt. Frank Bullitt
- Robert Vaughn kot Walter Chalmers
- Jacqueline Bisset kot Cathy (Bullittovo dekle)
- Don Gordon kot Delgetti
- Simon Oakland kot Captain Sam Bennett
- Norman Fell kot Captain Baker
- Robert Duvall kot Weissberg (taksist)
- Georg Stanford Brown kot Dr. Willard
- Carl Reindel kot Carl Stanton
- Felice Orlandi kot Albert "Johnny Ross" Renick
- Vic Tayback kot Pete Ross (zapisan kot Victor Tayback)
- Ed Peck kot Westcott
- Pat Renella kot Johnny Ross
- Paul Genge kot Mike
- John Aprea kot morilec
- Bill Hickman kot Phil
- Justin Tarr kot Eddy
- Robert Lipton kot prvi pomočnik
- Al Checco kot uradnik